# Subaleco
Subaleco (Subalesu, Suba Lesu) ist eine osttimoresische Aldeia im Suco Sanirin (Verwaltungsamt Balibo, Gemeinde Bobonaro). 2015 lebten in der Aldeia 456 Menschen.

## Geographie
Subaleco bildet den Norden des Sucos Sanirin. Südlich befindet sich die Aldeia Palaca. Im Nordosten grenzt Subaleco an den Suco Leolima und im Nordwesten an den Suco Aidabaleten. Im Westen liegt die Sawusee. An der Grenze zu Aidabaleten befindet sich der Lago Malai, ein See, der außerhalb der Regenzeit zu großen Teilen trocken fällt.
Der Hauptort Subaleco liegt entlang der Überlandstraße von Batugade zur Landeshauptstadt Dili, die hier von der Küste wegführt. Eine Abzweigung führt in das Dorf Oemarasi weiter südlich.

## Politik
2023 wurde Marcelo Tavares zum Chefe de Aldeia gewählt.